# يا دمشق وداعا: فسيفساء التمرد
يا دمشق وداعًا: فسيفساء التمرد، رواية من مؤلفات الشاعرة والكاتبة العربية السورية غادة السمان، صدرت في عام 2015، عن منشورات غادة السمان في بيروت، لبنان.